# Lecture de la Torah
La Lecture de la Torah (en hébreu : קריאת התורה Qriat HaTorah) suit un rite défini depuis plus de deux millénaires, à la suite de la destruction du Premier Temple de Jérusalem, et toujours scrupuleusement suivi par les adhérents du judaïsme orthodoxe. Des mouvements plus récents, comme le judaïsme réformé ou le judaïsme traditionaliste, ont réalisé des aménagements, notamment concernant la durée du cycle de ces lectures.
La lecture d'une section dans un parchemin de Torah fait partie de l'office de certains jours. La Torah est lue selon des sections hebdomadaires (héb. פרשת השבוע parashat hashavou'a), divisées en portions, elles-mêmes divisées en versets, mais non en chapitres (les érudits Juifs modernes utilisent la capitation biblique par commodité, mais seulement pour l'étude et non pour le rite).
Lors du Shabbat, une parasha entière est lue suivant un cycle annuel.
Le Shabbat après-midi, les lundis et jeudis, le début de la section suivante est lue.
Lors de certaines célébrations et jeûnes, des sections spéciales, liées à la célébration, sont également lues.

## Origines et évolutions de la pratique
La lecture publique de la Torah (nom hébraïque du Pentateuque) a été introduite par Ezra le scribe après le retour du peuple Juif de son exil à Babylone, ainsi qu'il est écrit dans le chapitre 8 de Néhémie : 

« Alors tout le peuple s'assembla comme un seul homme sur la place qui est devant la Porte des Eaux. Ils dirent à Ezra le scribe d'apporter le livre de la loi de Moïse, que l'Éternel avait prescrite à Israël.
Et Ezra le Cohen apporta la Loi devant l'assemblée, composée d'hommes et de femmes et de tous ceux qui étaient capables de la comprendre, afin de la faire entendre le premier jour du septième mois.
Il le lut sur la place qui est devant la Porte des Eaux, depuis le matin jusqu'au milieu du jour, devant les hommes et les femmes et ceux qui étaient capables de le comprendre. Tout le peuple fut attentif à la lecture du livre de la loi. »

Les Sages attribuent la première lecture à Moïse lui-même, bien que cela ne figure pas explicitement dans la Torah.
Avant Ezra, il y avait également la mitzvah du hakhel (Tu rassembleras, Dt 31,10-13), selon laquelle le peuple entier, « hommes, femmes et enfants » (Deut 31:12) devait être rassemblé devant le roi une fois tous les sept ans, pour entendre la lecture du Devarim (nom hébreu du Deutéronome), le cinquième et dernier volume de la Torah  (nom hébreu du Pentateuque), par le roi lui-même. (voir les derniers chapitres du traité talmudique Sota).
Sous Ezra (qui divisa certainement la Torah en versets et sections), la lecture de la Torah devint plus fréquente, à raison de trois fois par semaine, et la congrégation se substitua au roi. La tradition crédite également Ezra d'avoir initié la coutume moderne de réaliser trois lectures par semaine à la synagogue, ce qui semble confirmé par des sources extérieures (voir paragraphe suivant). Cette lecture est une obligation communautaire, non individuelle, et ne se substitue pas à la lecture de l'hakhel sous l'égide du Roi.
La tradition ancienne de lire la Torah est attestée dans des sources extra-bibliques, à savoir les écrits de Flavius Josèphe et Philon d'Alexandrie, ayant tous deux vécu aux alentours de la destruction du Second Temple, au Ier siècle EC, ainsi que de compilateurs romains de la même période.
Ils notent que les Judéens se rassemblent dans des synagogues, où ils s'occupent de lire la Torah et d'étudier ses règles, alors qu'aucun ne fait mention de la prière en public; la lecture de la Torah l'aurait donc précédée (la prière individuelle est cependant déjà mentionnée dans le Tanakh, nom hébreu de la Bible hébraïque).
Aux temps talmudiques, il existait deux rites distincts : en terre d'Israël, on lisait la Torah selon un cycle de trois ans, alors qu'en Babylonie, il n'était que d'un an, se terminant et recommençant à Sim'hat Torah. Les sections hebdomadaires lues à Babylone étaient donc plus longues que celles lues en terre d'Israël.
De nos jours, les communautés juives orthodoxes suivent le rite de la terre d'Israël, la plupart des autres suivent le rite babylonien.
Le but de la lecture de la Torah était à l'origine d'enseigner ses propos au peuple. Cependant, avec le développement de la Loi orale, elle perdit de son importance, et devint plus rituelle.
Il n'en reste pas moins que l'étude de la section hebdomadaire (Héb. לימוד פרשת השבוע Limoud parashat hashavou'a) fait partie intégrante de l'étude de la Torah, et donc du quotidien du Juif observant.
Les rites de la lecture de la Torah sont traités par la Mishna, puis le Talmud, dans le traité Meguila.

## À quel moment lit-on la Torah?
La Torah est lue durant l'office du matin des lundis, jeudis et Shabbat, ainsi que celui des grandes et petites fêtes, ainsi que des jeûnes. La Torah est également lue lors de l'office des après-midis de Shabbat et des jeûnes.
Les matins, la Torah est lue après le ta'hanoun ou le hallel. Si ceux-ci sont omis, on le fait après la amida. Le demi-kaddish est récité après la lecture de la Torah. Après la lecture de la Torah, l'office continue avec le reste des prières.
Les après-midis, la Torah est lue avant la amida, séparée d'elle par le demi-kaddish.

## En quoi consiste la lecture de la Torah?
Dans l'usage courant, Qriat HaTorah désigne la lecture proprement dite, mais aussi ce qui l'entoure, depuis l'ouverture de l'Aron Kodesh pour y prendre le Sefer (ou les Sifrei) Torah jusqu'à sa (leur) restitution.
Conditions sine qua non pour pouvoir lire la Torah
- La lecture se fait sur un Sefer Torah casher, écrit avec une encre spéciale sur un parchemin conforme par un scribe entraîné, selon un processus long et fastidieux.
- La lecture se fait avec une cantillation, une mélodie traditionnelle, différente selon les congrégations. Le Sefer Torah étant dépourvu de ces signes de cantillation (ou de versification), le lecteur doit les avoir mémorisés. C'est pour cette raison que la plupart des congrégations sont pourvues d'un expert en lecture, le ba'al q'riah' (ou le baal korè). 
Le ba'al q'riah est entouré par deux fidèles suivant eux-mêmes dans un Houmash — un exemplaire imprimé de la Torah — ou un Tikkoun — un livre indiquant en parallèle le texte versifié et cantillé, et le texte tel qu'il apparaît dans le Sefer Torah.
- La lecture se fait en présence d'un minyan, un quorum de dix personnes. Chez les Juifs orthodoxes, il s'agit de dix hommes ; dans le Judaïsme réformé, ce minyan peut être mixte.

Le Sefer Torah est entreposé dans une armoire élaborée, l'Aron kodesh (Arche sainte) ou simplement armoire (Aron), spécifiquement employée à cet usage. Sortir (la même personne sera chargée de rentrer) le Sefer Torah est considéré comme un honneur. La Torah est ensuite portée par l'officiant jusqu'à la Bima ou la Teba, une plate-forme de lecture. La coutume est d'embrasser le Sefer Torah (ou plus exactement, son revêtement ou son coffrage) sur son passage. Le Sefer est posé sur la plate-forme.
Un administrateur synagogal, le gabbaï, appelle des gens à « monter » (aliyah), chacun à son tour à la Torah, ce qui est un honneur.
Il y a au moins trois olim lors d'une lecture de la Torah : trois les jours de semaine et de jeûne, des olim pouvant se rajouter en fonction du calendrier; sept le jour du Shabbat, des alyot supplémentaires sont parfois utilisées en effectuant des coupures, s'il y a nécessité d'appeler plus de personnes.
Le premier olèh est un cohen, et le second un levi (s'il s'en trouve dans l'assemblée); les autres olim sont des yisra'elim
Chacun est appelé par « Ya'amod [le nom hébraïque de l'olèh] ben [le nom hébraïque de son père] » (Qu'untel fils d'untel se lève).
Chaque olèh, lorsqu'il est appelé à monter à la Torah, s'en approche, récite une bénédiction, lit ou écoute la lecture d'une portion de la section hebdomadaire de la Torah, et termine par une autre bénédiction. Puis on appelle le olèh suivant. Le plus souvent, le ba'al q'riah lit le passage de la Torah avec la cantillation pour la congrégation, tandis que l'olèh suit l'expert en lisant le même passage mais à voix basse, et ne récite que les bénédictions encadrant la lecture de la Torah.
Le matin du Shabbat et des jours de fêtes (Yom tov), la aliyah finale est suivie par le demi-kaddish, et une aliyah supplémentaire, le Maftir, une répétition du dernier passage ou un passage supplémentaire se rapportant à la fête du jour, suivie d'une lecture de la Haftara.
Lorsqu'un garçon devient Bar Mitzva (à l'âge de 13 ans et un jour, il atteint sa majorité religieuse, et devient responsable de ses actes), il est coutume de faire de lui le ba'al q'riah de la section hebdomadaire correspondant au Shabbat de son 13e anniversaire, bien qu'il ne s'agisse pas là d'une obligation. Certains ne lisent que le Maftir et la Haftara, ou sont simplement appelés à la Torah.
Après avoir terminé la lecture des sept portions de la section hebdomadaire de la Torah, le Sefer Torah est soulevé (la Hagbaha) (élévation), et exposé. Après quoi on l'enroule (Guelila). Chez les Juifs sépharades, on soulève le Sefer Torah avant la lecture, ce qui s'appelle Haqamat Sefer Torah (Levée du Livre de la Torah).
Le Sefer Torah est ensuite remis dans l'Arche sainte.

## Que lit-on?
Les Shabbat matin, la parasha hebdomadaire est lue. Elle est divisée en sept aliyot (voir supra pour les aliyot). Le cycle des lectures hebdomadaires est fixé. Cependant, le calendrier hébreu variant d'année en année, deux sections hebdomadaires peuvent être combinées, de sorte que l'ensemble de la Torah soit lu en un an. Pour plus d'informations, voir Parasha.
Les lundis et jeudis matin, et les Shabbat après-midi (à l'exception de jours particuliers), une petite section de la parasha à venir est lue, divisée en trois aliyot. En d'autres occasions, la lecture est thématiquement reliée au jour : à Pessa'h, par exemple, la congrégation lit diverses sections ayant trait à Pessa'h.

## Les femmes et la lecture de la Torah
Selon le judaïsme orthodoxe, les olim sont des hommes puisqu’il est d'une part interdit à un homme d'entendre une femme chanter et d'autre part, les femmes ne peuvent pas acquitter les hommes de cette lecture parce qu'elle leur est facultative. Les mouvements non-orthodoxes, comme le judaïsme réformé et même le judaïsme traditionaliste, se sont toujours montrés plus libéraux à cet égard. Cependant, et ce discrètement et depuis peu, une tendance au sein du courant orthodoxe tend à faire de même. En effet, certaines congrégations orthodoxes permettent la tenue d'offices de prière exclusivement féminins, où les femmes peuvent lire.
De plus, deux rabbins orthodoxes modernes, le Rabbin Mendel Shapiro et le Rabbin Daniel Sperber, professeur de Talmud à l'Université Bar-Ilan, ont récemment publié leurs opinions, selon lesquelles la halakha permet à des femmes orthodoxes de participer à la lecture de la Torah sous certaines conditions. Il s'agit selon eux de cas limites décrits dans le Talmud. Cette pratique soulève de nombreuses objections, non seulement du côté orthodoxe, où le Rabbin Saul Berman, directeur du journal Edah, qui a publié l'article du Rabbin Shapiro ne partage pas ses conclusions, mais aussi du côté libéral (qui permet pourtant aux femmes de monter à la Torah, cf. supra).

### Innovations des mouvements «traditionaliste» et réformé
Dans certaines synagogues traditionalistes, les femmes qui descendent patrilinéairement d'un Cohen (Bat Cohen) ou d'un Levi (Bat Levi) peuvent être appelées à la Torah pour les deux premières aliyot. Dans quelques congrégations traditionalistes et la plupart des congrégations réformées, les distinctions entre cohen, levi, et yisrael (cf. supra) sont omises.
Également dans quelques congrégations traditionalistes et la plupart des congrégations réformées, le cycle de lecture annuel est devenu triennal. Il ne s'agit cependant vraisemblablement pas du cycle suivi par le Talmud de Jérusalem : ils suivent l'ordre des sections hebdomadaires selon le Talmud de Babylone, mais n'en lisent qu'un tiers par semaine : le premier tiers la première année, le second la seconde année, le troisième la troisième année. Ils célèbrent Sim'hat Torah chaque année.
Certaines congrégations réformées célèbrent principalement l'office du Shabbat le vendredi soir, et lisent la Torah à ce moment.
Les mouvements non-orthodoxes ont également étendu le rite de la Bar Mitzvah aux filles. Bien que la Bat Mitzvah soit également célébrée dans des cercles orthodoxes, les filles des mouvements libéraux lisent la section hebdomadaire correspondant à leur 12e anniversaire, contrairement aux premiers, où la cérémonie ressemble davantage à une « confirmation ».